# بانک مندس گانس
بانک مندس گانس (انگلیسی: Bank Mendes Gans) شرکت خدمات مالی و بانکداری هلندی است، که در سال ۱۸۸۳ تأسیس شد.